# Vallone Lacerno (fondovalle)
Vallone Lacerno (fondovalle) este o arie protejată (arie specială de conservare — SAC, sit de importanță comunitară — SCI) din Italia întinsă pe o suprafață de 829 ha, integral pe uscat.

## Localizare
Centrul sitului Vallone Lacerno (fondovalle) este situat la coordonatele 41°46′38″N 13°41′42″E / 41.777222°N 13.695°E.

## Înființare
Situl Vallone Lacerno (fondovalle) a fost declarat sit de importanță comunitară în iunie 1995 pentru a proteja 6 specii de animale. Situl a fost protejat și ca arie specială de conservare în decembrie 2016.

## Biodiversitate
Situată în ecoregiunea mediteraneană, aria protejată conține 5 habitate naturale: Pante stâncoase calcaroase cu vegetație casmofită, Păduri de fag din Apenini cu Taxus și Ilex, Pajiști uscate seminaturale și facies de acoperire cu tufișuri pe substraturi calcaroase (Festuco-Brometalia) (* situri importante pentru orhidee), Pajiști alpine și boreale, Lespezi calcaroase.
La baza desemnării sitului se află mai multe specii protejate:
- păsări (2): acvilă de munte (Aquila chrysaetos), șoim călător (Falco peregrinus)
- amfibieni (1): Salamandrina terdigitata
- mamifere (3): lupul (Canis lupus), Rupicapra pyrenaica ornata, urs brun (Ursus arctos)

Pe lângă speciile protejate, pe teritoriul sitului au mai fost identificate 11 specii de plante, 2 specii de mamifere.